# پورت لینکلن
پورت لینکلن (به انگلیسی: Port Lincoln) یک شهرک در استرالیا است که در استرالیای جنوبی واقع شده‌است.

## خواهرخوانده
شهر لینکلن، انگلستان خواهرخواندهٔ پورت لینکلن هست.